# Ingénieur géographe
 (juin 2019).
Un ingénieur géographe est un ingénieur qui dresse des cartes de géographie. Le terme désigne en particulier le corps des ingénieurs géographes, en France.

## Histoire
La France a eu des topographes ou un génie topographique bien avant toute autre armée. La création des ingénieurs géographes remonte à 1696, époque qui correspond à la création du corps des ingénieurs militaires.
En 1761, ils furent rattachés au Dépôt de la Guerre. L'institution n'ayant rempli qu'imparfaitement son objet, le conseil de la guerre, prenant en considération la nécessité d'attacher à l'état-major de l'armée une section qui y manquait, proposa d'établir en 1782 un corps permanent d'ingénieurs géographes chargés de s'occuper des marches et de l'établissement des camps. Ce corps fut alors indépendant des autres corps d'ingénieurs déjà en place appelés géographes de l'armée. Ceux-ci n'avaient pas d'école où l'on pu étudier leur art.
Le corps des ingénieurs géographes fut supprimé en 1791 et fondu dans le génie militaire pour réapparaitre en 1792. À cette époque, il se composait de 36 officiers.
Un décret de 9 novembre 1808 confirma une partie des ingénieurs géographes et nomma les autres à des grades supérieurs. Un décret du 30 janvier 1809 leur donna la  dénomination de corps impérial des ingénieurs géographes et les porta au nombre de 90, y incluant 6 élèves. Une ordonnance du 1er août 1814 mit à leur tête un lieutenant général, directeur général du dépôt. Par ordonnance du 13 mars 1826, ils sont réorganisés.
De 1887 à 1940, les Ingénieurs géographes - formés initialement à l'École polytechnique - sont affectés au Service géographique de l'armée (SGA), puis de 1940 à 2002, à l'Institut géographique national français, date finalement à laquelle leur corps est fusionné dans celui des ponts et chaussées.

## Mission
Au début, la composition du corps des ingénieurs géographes n'était qu'une faible agrégation de mathématiciens et de dessinateurs militaires détachés aux états-majors ou employés aux travaux sédentaires du dépôt de la Guerre. 
En 1793, l'organisation est devenue plus militaire, des grades analogues à ceux de l'armée leur ont été donnés. Ce corps ancien et réputé est alors fondu dans le jeune corps d'état-major par une ordonnance du 22 février 1831. Cette ordonnance s'adaptait au modèle autrichien qui confiait à une seule classe d'officiers d'état-major les deux fonctions.
Outre la cartographie, en parcourant le pays (avec ses colonies), ils formaient également une source de renseignement quant à l'état des ressources locales ; ils furent parmi ceux qui ont alerté le pouvoir central de la dégradation et du recul des forêts[Quand ?] (y compris dans les colonies, à l'île Maurice par exemple), ou encore, de l'état des routes, par exemple.

## Dénominations
Le nom donné aux ingénieurs géographes a varié plusieurs fois au cours du temps :
- En 1696, ils étaient appelés « ingénieurs des camps et armées du Roi[4]. » Ce titre fut donné à 5 ou 6 non combattants. Leur rôle était de lever les terrains et d'effectuer la confection matérielle des cartes et des plans. Ils se distinguèrent dans la guerre de succession d'Espagne. Ils n'avaient jusque-là eu ni avancement, ni grade, et commencèrent à cette époque à être mieux traités. En 1717, leur chef, monsieur Lillier, avait le grade de brigadier des armées.
- En 1726 ils furent appelés « ingénieurs géographes des camps et armées du roi ».
- En 1735, ils n'étaient que 7 ingénieurs et en 1736, ils étaient au nombre de 12 dont un brigadier, un colonel, quatre capitaines et six lieutenants.
- En 1746, ils étaient à peu près le même nombre lorsque Dargenson leur donna une organisation plus stable et les attacha au dépôt de la Guerre.
- En 1769, ils prennent le nom d'« ingénieurs géographes du Roi ». Il y avait un ingénieur en chef, quatre brigadiers, huit capitaines, seize lieutenants.
- Le 26 février 1777, ils prennent le nom d'« ingénieurs géographes militaires » et faisaient partie du ministère de la guerre et étaient au nombre de 27. 1 directeur en chef, 2 brigadiers, 2 sous-brigadiers, 9 capitaines et 12 lieutenants.
- En 1782, ils prennent le nom de « géographes d'armée ».
- En 1792, leur dénomination d'ingénieur géographe est rétablie.
- En 1799 leur nombre ne dépasse pas 24[réf. nécessaire].
- En 1800, ils sont nommés « topographes militaires »[réf. nécessaire].
- En 1808 (le 9 novembre), l'appellation d'« ingénieur géographe » est confirmée[5].
- En 1809 (le 30 janvier), le « corps impérial des ingénieurs géographes »[6] est constitué ; ils sont au nombre de 90[7].
- En 1830, leur corps se compose de trois colonels, trois lieutenants-colonels, neuf chefs d'escadron, trente-six capitaines, trente-et-un lieutenants et deux sous-lieutenants.
- En 1831 (le 22 février), le corps des ingénieurs géographes est fondu dans le corps d'état-major, créé en 1818[8].
- En 1887 est créé le Service géographique de l'Armée, devenu Institut géographique national en 1940.

## Ingénieurs géographes militaires notoires
- Adrien Armand Durand
- Jean-Baptiste d'Anville
- Georges-Louis Le Rouge
- Pierre de Belleyme
- Étienne Nicolas de Calon
- Louis-Alexandre Berthier
- Vincent-Yves Boutin (officier du Génie)
- Louis Bacler d'Albe
- Henri-Jacques-Guillaume Clarke
- Nicolas Antoine Sanson (officier du Génie)
- Jean Baptiste Corabœuf
- Pierre Peytier
- Giuseppe Pietro Bagetti
- Pierre Jacotin
- Victor Antoine Andréossy (officier du Génie)
- Louis Puissant, directeur de l'école impériale des ingénieurs géographes
- Charles Picquet
- Charles Cagniard de Latour, passé par le corps des ingénieurs géographes avant de devenir plus tard physicien
- Charles-Louis Largeteau
- François Perrier
- Aimé Laussedat (officier du Génie)
- André-Louis Cholesky
- Robert Bourgeois
- Jean-François Henry de Richeprey.

## Hommages aux ingénieurs géographes

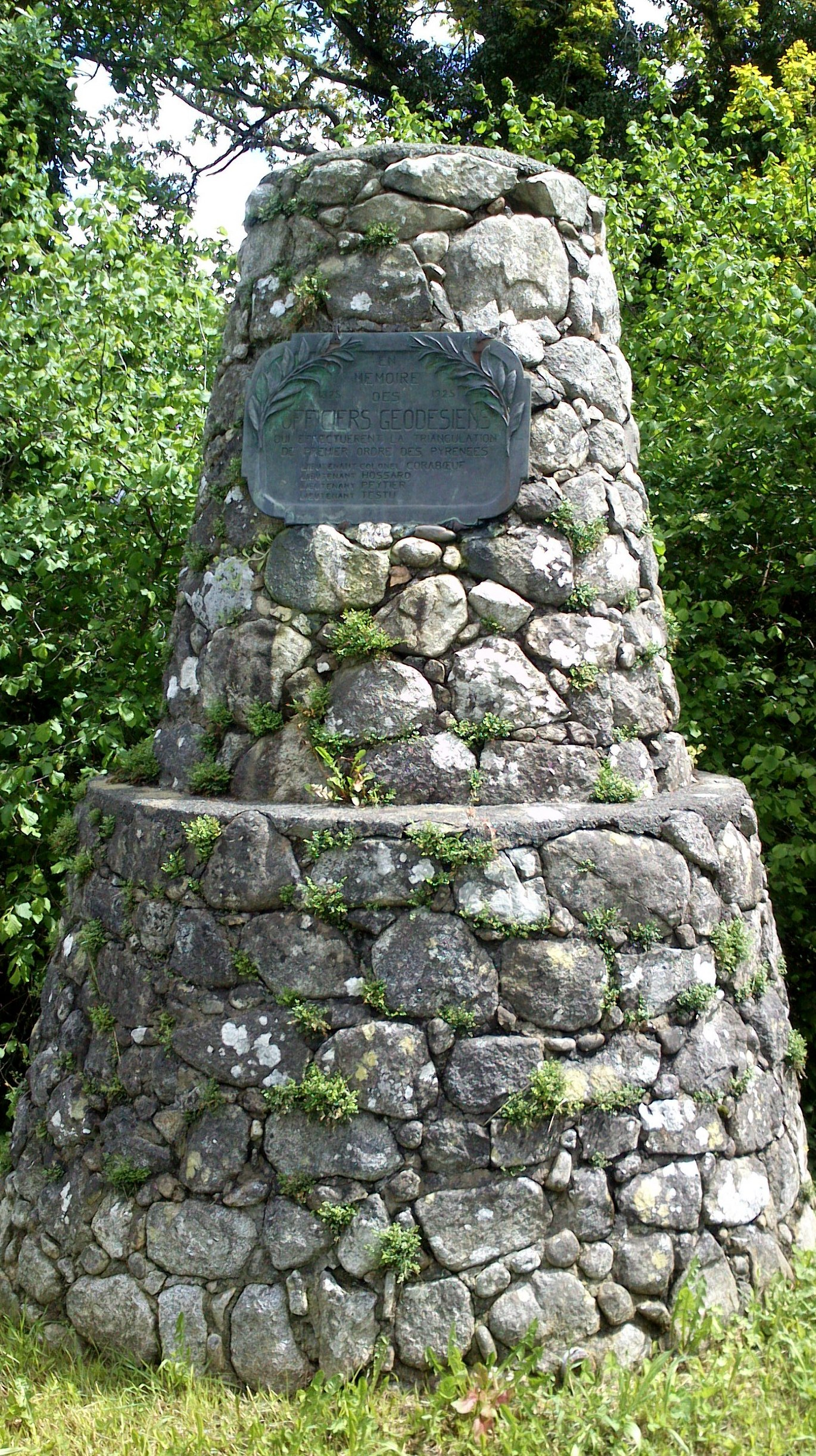
Monument à la gloire des géodésiens sur la route du col du Soulor

- monument sur la route d'Argelès-Gazost érigée à la mémoire d'officiers géodésiens (1925)[9],[10], notamment le lieutenant-colonel Jean Baptiste Corabœuf
- bâtiment technique du 28e groupe géographique "Capitaine Durand"
- Avenue du Général-Perrier, à Nîmes, l'avenue qui passe devant la Maison carrée ;
- Place Général-Perrier, à Valleraugue (où se trouve sa statue[11])
- Glacier Général-Perrier, au sud-ouest de la Grande Terre, l'île principale des Kerguelen[12]
- une série de romans policiers a pour héros fictif le colonel de Sallanches, ingénieur géographe dans la Grande Armée[13],[14],[15].